# Santar (Nelas)
Santar es una vila portuguesa que fue sede de la freguesia homónima del municipio de Nelas, distrito de Viseu. En el año 2011 contaba con una población de 1042 habitantes.

## Historia
La historia  de Santar está marcada por las vicisitudes de la familia Cunha, señores del lugar y partidarios de la unión ibérica bajo la dinastía filipina, cuyos reyes dieron a Pedro da Cunha los títulos de conde y marqués de Santar, nunca reconocidos por los portugueses. Tras la restauración de la independencia lusa en 1640, los Cunha continuaron apoyando el partido español, lo que acarreó la confiscación de sus bienes, incluido el notable palacio construido en 1609, del que en la actualidad solo subsisten restos.
La localidad de Santar fue elevada a la categoría de vila en 1928, pero la freguesia de la que era sede fue suprimida el 28 de enero de 2013, en aplicación de una resolución de la Asamblea de la República portuguesa promulgada el 16 de enero de 2013 al unirse con la freguesia de Moreira, formando la nueva freguesia de Santar e Moreira.

## Patrimonio
Además de los restos del antiguo palacio de los Cunha, del que se conserva una fachada con ventanas manieristas, el principal atractivo de Santar son sus casas solariegas, como la de las Fidalgas, hoy residencia de duque de Braganza, la del Soito (en la que se integran los restos del tan repetido palacio) o la de los condes de Santar (título posterior y sin relación con el otorgado por los Austrias a los Cunha).
En la arquitectura religiosa destaca la iglesia de la Misericordia, con especial relieve para su fachada principal y la lateral sur
Pueden citarse, por último, el crucero, situado a la entrada de la población, y la fuente barroca.